# シェイン・チャップマン
シェイン・チャップマン（Shane Chapman、1978年7月4日 - ）は、ニュージーランド出身のキックボクサー。身長185cm、体重70kg。フィリップ・ラム・リーガー・ジム所属。

## 来歴
2002年5月11日、K-1 WORLD MAX 2002のトーナメント準々決勝でアルバート・クラウスと対戦し、判定負け。
2003年12月6日、SUPER LEAGUE 3で佐藤嘉洋と対戦。2R終了後、スネの負傷によりドクターストップ負け。
2005年5月4日、K-1 WORLD MAX 2005 開幕戦でジョン・ウェイン・パーと対戦し、KO負け。

## 戦績
| 勝敗 | 対戦相手                 | 試合結果                         | 大会名                                                        | 開催年月日     |
| ×    | デミトリー・シャクタ     | 3R終了 判定0-3                   | SuperLeague Elimination 2006                                  | 2006年5月13日  |
| ○    | ピーター・ポラック       | 判定                             | SuperLeague Apocalypse 2006                                   | 2006年3月11日  |
| ×    | カマル・エル・アムラーニ | 5R 反則（ローブロー）            | SuperLeague Germany 2005                                      | 2005年5月21日  |
| ×    | ジョン・ウェイン・パー   | 3R 2:08 KO（左ボディブロー）     | K-1 WORLD MAX 2005 〜世界一決定トーナメント開幕戦〜 【1回戦】 | 2005年5月4日   |
| ○    | ラマザン・ラマザノフ     | 3R終了 判定2-0                   | XPLOSION SUPER FIGHT 2004 〜K-1 CHALLENGE〜                   | 2004年12月18日 |
| ×    | カマル・エル・アムラーニ | 3R KO                            | SuperLeague Italy 2004                                        | 2004年3月20日  |
| ×    | 佐藤嘉洋                 | 2R終了後 TKO（ドクターストップ） | SuperLeague Netherlands 2003                                  | 2003年12月6日  |
| ○    | オーレ・ローセン         | 5R終了 判定                      | SuperLeague Austria 2003                                      | 2003年5月10日  |
| ○    | 緒形健一                 | 5R終了 判定0-3                   | SHOOT BOXING "S" of the World Vol.3                           | 2003年6月1日   |
| ×    | アンディ・サワー         | 延長1R 1:01 反則（ローブロー）   | SHOOT BOXING "S" of the World Vol.2                           | 2003年4月13日  |
| ○    | 土井広之                 | 5R終了 判定3-0                   | SHOOT BOXING "S" of the World                                 | 2003年2月2日   |
| ×    | ジョン・ウェイン・パー   | 3R KO                            | K-1 WORLD MAX 2002 オセアニア地区予選【準決勝】               | 2002年11月26日 |
| ○    | レイランド・マホニー     | 判定                             | K-1 WORLD MAX 2002 オセアニア地区予選【1回戦】                | 2002年11月26日 |
| ×    | アルバート・クラウス     | 3R終了 判定0-3                   | K-1 WORLD MAX 2002 〜世界一決定戦〜 【準々決勝】              | 2002年5月11日  |
| ○    | マイク・コープ           | 判定                             | K-1 WORLD MAX メルボルン予選【決勝】                          | 2001年11月11日 |
| ○    | アレックス・トゥイ       | 判定                             | K-1 WORLD MAX メルボルン予選【準決勝】                        | 2001年11月11日 |
| ○    | ドミニク・デバンナ       | 判定                             | K-1 WORLD MAX メルボルン予選【1回戦】                         | 2001年11月11日 |
| ×    | ダニエル・ドーソン       | 2R TKO                           | Judgement Day II Super 8【決勝】                              | 2001年7月15日  |
| ○    | 新田明臣                 | 5R終了 判定2-1                   | 全日本キックボクシング連盟「LEGEND-VIII」                     | 2000年9月13日  |
| △    | 新田明臣                 | 5R終了 判定1-1                   | ニュージャパンキックボクシング連盟「achievement 3」           | 1999年5月24日  |